# المقاتل النهائي 1
المقاتل النهائي 1 (بالإنجليزية: The Ultimate Fighter 1)‏ هو الموسم الأول من المسلسل التلفزيوني الواقعي المقاتل النهائي الذي أنتجته يو إف سي. تم عرضه لأول مرة في 17 يناير 2005.